# Салант, Шмуэль
Шмуэль Салант (1 февраля 1816, Белосток — 16 августа 1909/29 ава, Иерусалим) — главный ашкеназский раввин Иерусалима с 1840 года до своей смерти.

## Биография
Родился в Белостоке, Польша. В раннем возрасте пошел учится в иешиву в Кейданах, где прославился своими способностями.
В 13 лет его уже женили, однако брак оказался безуспешным и через три года закончился разводом. После женитьбы продолжил учёбу в иешивах Саланта, Воложина и Вильны. Подождав, пока его бывшая жена выйдет замуж вторично, Шмуэль начал искать себе пару. Вскоре на него обратил внимание рабби Йосеф Зундель из литовского города Салантай, район Клайпеды, основатель движения мусар, и выдал за него свою дочь. Шмуэль принял фамилию Салант по названию места происхождения семьи жены.
Тесть решил перебраться в Эрец-Исраэль и звал зятя с собой, однако тот в первое время медлил. В 1840 году у рава Шмуэля обнаружилась сердечная болезнь, и врачи посоветовали ему поменять климат на более тёплый. Вскоре рав Шмуэль принял приглашение тестя и отправился следом за ним. В Стамбуле он познакомился с Мозесом (Моше) Монтефиоре, который ходатайствовал у султана об освобождении жертв Дамасского дела. Молодой Шмуэль сразу вошел в курс дела и помог известному филантропу снять с еврейской общины кровавый навет. С этого времени завязалась личная дружба молодого раввина и известного филантропа.
Когда рав Шмуэль прибыл в Иерусалим, слава о нём уже достигла города, и его назначили председателем раввинского суда ашкеназов, а затем и главным раввином этой общины с 1878 года. Несколько раз рав Салант ездил в Европу, чтобы собрать средства для евреев Иерусалима.
В 1875 году при поддержке Монтефиоре создал первый еврейский квартал за пределами стен Старого города и в дальнейшем много способствовал развитию Иерусалима. Он также создал иешиву Эц Хаим и больницу Бикур Холим.
В последние годы жизни рав Шмуэль потерял зрение и ему стало тяжело исполнять свои обязанности. Он нашел себе замену в лице рава Авраама Давида Рабиновича-Теомим, однако тот умер раньше Саланта. Рав Салант умер в 1909 и похоронен на Масличной горе. Его должность унаследовал рав Йосеф Хаим Зоненфельд.

## Память
Именем Саланта назван иерусалимский район Кирьят Шмуэль, а также улицы в Иерусалиме, Беэр-Шеве и Петах-Тикве.